# Stronger (album Kate Ryan)
„Stronger” – drugi album studyjny, nagrany przez belgijską wokalistkę dance Kate Ryan. Nagrania wyprodukowane zostały przez duet producentów Phila Wilde’a oraz Andy’ego Janssensa, znanych ze współpracy z artystką przy jej debiutanckim wydawnictwie. Longplay wydany został dnia 22 marca 2004 roku w całej Europie. Album uzyskał status złotej płyty w Polsce sprzedając się w ilości ponad 20000 egzemplarzy.

## Informacje o albumie
Po sukcesie albumu „Different” (2002) oraz ogromnej popularności singli promujących debiut artystki, Kate postanowiła powrócić do studia w roku 2003, aby nagrać kolejny album studyjny. Nad pracami wokalistki czuwali, tak jak poprzednio, duet producentów Phil Wilde oraz Andy Janssens. Longplay ukazał się dnia 22 marca 2004 roku w całej Europie nakładem wytwórni EMI Music w rodzimym kraju artystki i Universal Music Group w pozostałych krajach kontynentu.

## Lista utworów
Data wydania: 22 marca 2004

Czas trwania: 57:08
| #   | Tytuł                     |      |
| --- | ------------------------- | ---- |
| 1.  | Another Day               | 4:42 |
| 2.  | Only If I [Album Version] | 3:53 |
| 3.  | Je Lance Un Appel         | 4:00 |
| 4.  | The Promise You Made      | 3:28 |
| 5.  | Hands Up                  | 3:43 |
| 6.  | I Like The Way            | 3:40 |
| 7.  | Scream & Shout            | 4:24 |
| 8.  | Can You Fix This          | 4:03 |
| 9.  | Start Me Up               | 3:32 |
| 10. | Hurry Up                  | 3:13 |
| 11. | The Rain                  | 3:19 |
| 12. | We Belong Together        | 3:55 |
| 13. | Hard To Reveal            | 4:07 |
| 14. | Goodbye                   | 3:18 |
| 15. | La Promesse               | 3:28 |

## Single
| Rok  | Singel                               | Pozycje na listach | Pozycje na listach | Pozycje na listach | Pozycje na listach | Pozycje na listach | Pozycje na listach | Pozycje na listach | Pozycje na listach | Pozycje na listach | Pozycje na listach | Pozycje na listach | Album    |
| Rok  | Singel                               | BEL                | GER                | SPA                | FRA                | SWI                | AUT                | SWE                | DEN                | NLD                | FIN                | POR                | Album    |
| ---- | ------------------------------------ | ------------------ | ------------------ | ------------------ | ------------------ | ------------------ | ------------------ | ------------------ | ------------------ | ------------------ | ------------------ | ------------------ | -------- |
| 2004 | "Only If I"                          | 16                 | 27                 | 8                  | —                  | 34                 | 25                 | 37                 | —                  | —                  | —                  | —                  | Stronger |
| 2004 | "The Promise You Made"/"La Promesse" | 8                  | 19                 | 12                 | —                  | 50                 | 21                 | —                  | —                  | —                  | —                  | —                  | Stronger |
| 2005 | „Goodbye”                            | 30                 | 52                 | —                  | —                  | 93                 | 47                 | —                  | —                  | —                  | —                  | —                  | Stronger |

## Pozycje na listach

### Listy sprzedaży
| Lista sprzedaży (2004)        | Najwyższa pozycja |
| ----------------------------- | ----------------- |
| Austria IFPI Albums Chart     | 43                |
| Belgia IFPI Albums Chart      | 22                |
| Niemcy IFPI Albums Chart      | 13                |
| Polska OLiS/ZPAV Albums Chart | 11                |
| Szwajcaria IFPI Albums Chart  | 14                |

### Certyfikaty
| Państwo | Certyfikat  | Sprzedaż |
| ------- | ----------- | -------- |
| Polska  | złota płyta | + 20 000 |